# Analóg-digitális átalakító

Az analóg-digitális átalakító szimbóluma

Az analóg-digitális átalakító (AD átalakító, AD konverter, ADC) olyan áramkör, amely egy analóg (vagyis nagyságában folytonos) elektromos mennyiséget – áramerősséget vagy feszültséget – digitalizál, vagyis nagyságát egy digitális számmal fejezi ki.
Ezzel egy időben általában mintavételezi is azt, az időben folytonosan változó analóg jelet csak adott mintavételi pillanatokban alakítja át, így a digitális jel nem csak értékében lesz diszkrét, hanem időben is.
Elektronikus eszközökben elterjedten használják a digitális jelátvitel és feldolgozás megbízhatósága miatt, amely az analóg áramköri elemek paraméterszórásának, bizonytalanságának kiküszöbölésével hatékonyabb rendszereket tesz lehetővé.

## Az átalakítás elvi lépései
Az analóg-digitális átalakítás általában a következő lépéseket tartalmazza:
1. Egyéb fizikai jelek átalakítása elektromos jellé
2. Analóg jel kondicionálása
3. Analóg jel mintavételezése
4. Minták kvantálása
5. Kódolás

Az A-D átalakításhoz szükséges elveknek a kidolgozásában jelentős szerepet játszott Whittaker, Shannon, Kotyelnyikov, Nyquist stb.

### Jelkondicionálás
A jelkondicionálás feladata, hogy egyrészt biztosítsa a lehetséges legpontosabb átalakítást, másrészt védje az átalakítót és a mögöttes áramkört, esetleg hálózatot a túlvezérlés okozta esetleges károsodásoktól. Az alkalmazott mintavételező és kódoló egység működési elvétől függően ezen kívül szükség lehet áramjel átalakítására feszültségjellé vagy fordítva, feszültségjel áramjellé alakítására.
Az átalakítás precizitásának biztosításához az analóg jelet megfelelően erősíteni, csillapítani kell, szükséges lehet szűrni vagy a jel egyenfeszültségű komponensét módosítani. Ide tartozhat a bemeneti impedancia illesztése is. Az átalakító védelmét szolgálhatja számos túlfeszültség-védelmi megoldás (például túlfeszültségvédő diódák vagy soros túlfeszültségvédelmi MOS áramkörök), azonban nem minden alkalmazás esetén van erre szükség.

### Mintavételezés
Shannon mintavételi törvénye értelmében egy folytonos idejű jel elvileg tökéletesen visszaállítható mintáiból, ha a mintavételi frekvencia legalább kétszer akkora, mint a jel sávszélessége. Ez abból a megfigyelésből következik, hogy egy ideális mintavevő-tartó áramkörrel mintavételezett jel eredeti frekvenciaspektruma a mintavételezett jelben a mintavételi frekvencia minden többszörösével eltolva megismétlődik. Ha tehát a jel sávszélessége nagyobb, mint a mintavételi frekvencia, az menthetetlenül átlapolódik valamelyik eltoltjával.
Ennek a feltételnek a biztosítására gyakran alkalmaznak úgynevezett átlapolásgátló szűrőket az analóg fokozatban, a mintavételezés előtt, amik általában aluláteresztő szűrők és a mintavételi frekvencia felénél magasabb frekvenciájú jeleket hivatottak elnyomni.
Időnként (például szoftverrádióknál) használják az alulmintavételezésnek nevezett technikát, amelynél nagy frekvenciás de keskeny sávú jeleket mintavételeznek olyan mintavételi frekvenciával, amelyre nem teljesül a Shannon-kritérium. Alkalmasan választott mintavételi frekvenciát választva a spektrum átlapolás ekkor is elkerülhető, sőt, a jelenséget kihasználva a jelet alacsonyabb frekvenciára is lehet keverni keverő áramkör alkalmazása nélkül. Ekkor az átlapolásgátló szűrők sávszűrők.

### Kvantálás
Kvantálás során a folytonos jeltartományt intervallumokra bontják, és mindegyikhez hozzárendelnek egy számot a digitális kimenet értékkészletéből. A mintavételezett jelet általában lineáris, ritkábban (például beszéd digitalizálásakor) nemlineáris kvantálóval digitalizálják. Előbbinél az intervallumok (elméletileg) egyforma szélesek, utóbbi esetben különböző kódokhoz különböző szélességű intervallumok tartozhatnak. A kvantálás során azt állapítja meg az áramkör, hogy az amplitúdó melyik intervallumba esik.

### Kódolás
A következő mozzanat a kódolás, vagyis ennek a kvantált amplitúdónak valamilyen kód szerinti kifejezése, átalakítása. Ez a legegyszerűbb esetben a bináris kód, vagyis az amplitúdó kvantált értékét kettes számrendszerbeli számként fejezzük ki.

## Analóg-digitális átalakítók jellemzői
- Felbontás (resolution): A felbontás megmondja, hogy az AD átalakító az analóg bemenő jelet hány egyedi értékké tudja átalakítani. Mértékegysége minden esetben a bit. Például az az AD átalakító, amely az analóg jelet 256 elemi értékre tudja felbontani, 8 bites felbontású: 28 = 256
- LSB: a legkisebb helyiértékű bit (Least Significant Bit) megváltozásához szükséges átlagos eltérés a bemeneti értékben.

{\displaystyle LSB={\frac {FS}{2^{N}-1}}}
ahol N a bitszám, FS a kivezérlési tartomány.
1. példa
Teljes mérési tartomány = 0-10 volt
Az AD átalakító 12 bites = 212 = 4096 felbontási szint
LSB = (10V - 0V)/(4096-1) = 0,00244V = 2,44mV
2. példa
Teljes mérési tartomány = -10V ... +10V
Az AD átalakító 14 bites = 214 = 16384 felbontási szint
LSB = (10V-(-10V))/(16384-1) = 20V/16383 = 0,00122 volt = 1,22 mV
- Kivezérlési tartomány (full scale): az a bemeneti analóg tartomány, amelyben az átalakító telítésmentesen működőképes. Léteznek unipoláris és bipoláris eszközök, előbbiek egy referenciafeszültség és a földpotenciál között működnek, utóbbiak a földpotenciál körül szimmetrikus tartományban. Egyes átalakítóknál az üzemmód választható. A kivezérlési tartomány függ a referenciafeszültségtől. A referenciafeszültség lehet külső vagy belső, utóbbit a félvezető tiltott sávjának szélességéből szokás származtatni (band gap reference). Külső referencia használata előnyös lehet feszültség-arány mérésénél (pl. nyúlásmérő ellenállást tartalmazó ellenállásosztó alkalmazásánál). Az abszolút pontosság legfeljebb akkora lehet, mint a referencia pontossága, tehát pontos mérésekhez pontos referenciára van szükség.
- Mintavételi frekvencia: az adatlapokon megadják, mi az a legnagyobb mintavételi frekvencia, amivel az átalakító működni tud. Mértékegysége SPS (Sample per Second - minta másodpercenként).[megj 1]
- Konverziós idő: egy minta átalakítási ideje. Pipeline struktúráknál ez hosszabb, mint {\displaystyle {\frac {1}{f_{S}}}}, és figyelembe kell venni például szabályozási körökben, ahol a holtidő stabilitási problémákat okozhat.
- Sávszélesség: A bemenet analóg részeinek aluláteresztő jellegű frekvenciafüggésében a felső határfrekvencia. Ez nem feltétlenül esik közel a mintavételezési frekvenciához, vannak alulmintavételezésre felkészített AD-k, illetve olyanok is (főleg nagyon nagy frekvenciások), amelyeknél kisebb a bemeneti sávszélesség, mint a mintavételi frekvencia.

### Statikus karakterisztikahibák
Az átalakító ideális karakterisztikája a teljes működési tartományban lineáris. Ezt a valóságban nem lehet pontosan teljesíteni, az eltérés mértékét tipikusan néhány mutatóval szokták jellemezni.
- Offset hiba: A karakterisztika 0 kódhoz tartozó értéke. A kivezérlési tartomány százalékában szokás megadni.[1][3]
- erősítési hiba: A karakterisztikára illesztett egyenes és az ideális karakterisztika erősítésének eltérése, a kivezérlési tartomány százalékában szokás megadni.[1]
- INL: Integrális nemlinearitás, mely a valós és illesztett karakterisztika eltérésének maximális értékét mutatja LSB-ben.[1]
- DNL: Differenciális nemlinearitás, mely a valós karakterisztika egy lépcsője szélességének szórását jellemzi.[1]{\displaystyle \displaystyle {DNL=\max {\{T(i+1)-T(i)\}}-LSB}}, LSB-ben szokás kifejezni. Tipikus értéke  0,25 és 1 LSB közötti.

### Hibajellemzők
- SNR (Signal to Noise Ratio): Jel-zaj viszony, a hasznos jel és a zaj teljesítményének aránya, dB-ben kifejezve.[1]
- SINAD (SIgnal to Noise And Distortion): a hasznos jel, valamint a zaj és torzítások (harmonikusok és intermodulációs komponensek) teljesítményének aránya.[1]
- ENOB (Effective Number Of Bits): effektív bitszám. Az átalakító valós bitszámából nem következik az átalakítás pontossága. Az ideális átalakító teljesítményét csak a kvantálási zaj rontja, a valós átalakító azonban egyéb zaj- és torzítási forrásokkal is rendelkezik, és ezek hatása bizonyos szempontból olyan, mintha az átalakítónak kisebb bitszáma lenne. Az ideális kvantáló kvantálási zajával összehasonlítva a SINAD-ot:[1]

{\displaystyle ENOB={\frac {SINAD-1,76}{6,02}}}
- SFDR (Spurious Free Dynamic Range): A konvertált jel legnagyobb teljesítményű zavarjel-komponensének teljesítménye, a hasznos jel arányában, dBc-ben kifejezve.[1][megj 2]

## Fajtái
Az analóg-digitális átalakítókat többféleképpen csoportosíthatjuk.
- Működési elvük szerint lehetnek közvetlen illetve közvetett működésűek. A közvetlen AD-k a bemenetre érkező villamos jelet alakítják át digitális kóddá; a közvetett átalakítók villamos mennyiséget első lépésben valami másik mennyiségre (tipikusan idő vagy frekvencia) alakítják, és ezt tudják azután digitális kóddá alakítani.
- A mintavétel időtartama szerint lehetnek pillanatérték-mérők illetve átlagérték-mérők.

### Közvetlen átalakítású AD-k
A közvetlen AD-k között találhatunk visszacsatolás nélküli és visszacsatolt architektúrákat is. A visszacsatolás nélkülieknél (flash AD-k) érhető el a leggyorsabb működés. A visszacsatolt struktúrák előnye egyrészt a gazdaságosabb működésben és helykihasználásban, másrészt a potenciálisan jobb linearitásban mutatkozik meg.

#### Flash (párhuzamos) átalakító

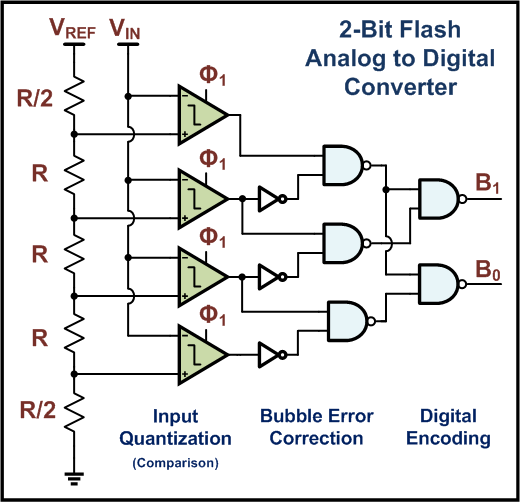
Két bites flash átalakító felépítése

A párhuzamos átalakító sorosan kapcsolt ellenállásokból felépített feszültségosztóból és minden egyes leosztott feszültséghez tartozó komparátorból áll. A feszültségosztó a referenciafeszültséget osztja le, a komparátorok az egyes leosztott feszültségszinteket hasonlítják össze a bemenettel, az átalakítandó feszültségszinttel. Az eljárás igen primitív, hiszen egyszerűen csak végigmegy az ellenállássoron és összehasonlítva mindegyiket megnézi, hol történik jelváltozás. Ahol jelváltozás van, ott van a bemeneti jel értéke is, amelyet már csak át kell konvertálni a hozzá tartozó bitsorozatra. Előnye, hogy rendkívül gyors (10+ Gsps[forrás?]) mintavételezésre képes. Hátránya hogy rendkívül drága, 6, 8 esetleg 10 bites felbontás valósítható meg, míg a kialakított chip mérete exponenciálisan nő a felbontással. Jelentős a fogyasztása és a bemeneti kapacitása is.
A flash a pillanatérték-mérő AD-k közé tartozik.
A flash gyorsaságát használja ki, de annak erőforrásigényénél lényegesen gazdaságosabb megoldások a subranging (soros-párhuzamos) illetve pipelined flash konverterek. Ezeknél kaszkád fokozatokat alakítanak ki, amelyek az utolsó fokozat kivételével (amely csak egy AD-t tartalmaz) egy AD-t és egy DA-t is tartalmaznak. A következő fokozat mindig az analóg jel és a DA által visszaalakított jel különbségét, az adott fokozat kvantálási hibáját alakítja át. A pipelined konvertereknél az egyes fokozatok mintavevő-tartót is tartalmaznak, így az átalakító a teljes konverzió befejezése előtt újra mintát vehet a bemenetből.
A Half-flash ADC  szintén az előbbiekben leírt elvet követei, azzal a különbséggel, hogy tartalmaz egy belső DAC-t is, amely segítségével az ellenállások száma felezhető, negyedelhető azáltal, hogy az összehasonlítást képviselő jel értékét  eltolja magasabb tartományokra. Előnye, hogy olcsóbb az előbbinél, hátránya, hogy kevésbé pontos.

#### Visszacsatolt AD-k

Visszacsatolt AD átalakító blokkvázlata

Visszacsatolt AD-k felépítése általános esetben a következő:
1. A bemenő jel általában mintavevő-tartó áramkörre érkezik, amely rögzíti a következő fokozatra érkező jelet a konverzió ideje alatt. Ez a fokozat nem minden esetben található meg.
2. A bemenő jelet a komparátor összehasonlítja a konverter aktuális kimenetéhez tartozó analóg értékkel.
3. A vezérlő logika ennek megfelelően módosítja a kimeneti regiszter következő értékét.
4. Amikor végzett az átalakítással, az AD jelezheti ezt a következő feldolgozófokozatnak.

A legegyszerűbb logika a számoló típusú, itt a konverzió kezdetekor elindított számláló akkor áll le, ha elérte a bemenethez tartozó kódot. Mivel ez a módszer amplitúdófüggő mintavételi időt jelent, ami a jelfeldolgozási algoritmusokat felborítja, ma ritkán alkalmazzák. Hasonló elvű a követő számlálós vezérlés is, amely a bemeneti jelszintet elérve megpróbálja azt követni. Ezen vezérléseknél nincs szükség mintavevő-tartó fokozatra a bemeneten.

##### Fokozatos közelítésű analóg-digitális átalakító (SAR ADC)
A fokozatos közelítésű analóg-digitális átalakító (angolul Successive Approximation ADC) a visszacsatolt AD átalakítók egyik népszerű típusa. A bemenetére érkező jelet ciklikus összehasonlítással (közelítéssel) határozza meg. A jel átalakítása maximum annyi lépes, ahány bites a felbontás (8 bites felbontás esetén tehát 8 lépésből áll). Előnye az amplitúdófüggetlen konverziós idő, a közepes mintavételezési sebesség (<5 Msps), az elég magas (8-16 bit) felbontás, mintavételezés sebességétől függő energiafogyasztás, és az olcsónak mondható ára. Többnyire közepes mintavételi sebességet igénylő eszközökben alkalmazzák, mint például érintőkijelzők, hangdigitalizálás, villamosmotorok terhelésmérése stb. Mikrokontrollerek integrált AD perifériájaként általában 8-12 bites SAR AD-ket használnak.
Az analóg komparátor kimenete határozza meg, hogy az SAR (Successive Approximation Register) regiszter adott helyiértékű bitje 0 vagy 1 lesz, attól függően, hogy az összehasonlítás kisebb vagy nagyobb feszültséget állapított meg.
Az N bites szukcesszív approximációs logika algoritmusa:
```
  // alaphelyzetbe állítás
  1. SAR kezdőértéke 100..0
  2. i:=N-1;
  
  // ciklikus kiértékelés   
  3. ha U
be
 < U
DA
, akkor SAR[N-1]:=0;

  4. i:=i-1;
  5. SAR[i]:=1;
  6. ha U
be
 < U
DA
, akkor SAR[i]:=0;
  7. ha i>0 ugrás 4.-re
  
  8. "kész" jelzés kiadása
```

##### Szigma-Delta (Σ−Δ{\displaystyle \Sigma -\Delta }) átalakítók
A szigma-delta-átalakítók (rövidítése: Δ-Σ) a visszacsatolt AD-k egy speciális csoportját alkotják. Ebben az esetben ugyanis nem egyszerűen a bemenő jelet hasonlítjuk össze a visszacsatoló DA kimeneti jelével, hanem a visszacsatolt körbe szűrőt helyezve a kvantálási zaj formálásával a kvantálási zajt és a hasznos jelet elválasztjuk egymástól.
Másik különleges jellemzője, hogy a magas bitszámot (24 bites felbontás sem ritka, léteznek 30-31 bitesek is) nem nagy felbontású AD és DA konverterek felhasználásával éri el, hanem a bemenet igen gyakori, a kimeneti órajelnél lényegesen magasabb frekvenciájú mintavételezésével. Ez a kvantálás zajmodellje szerint ekvivalens hatású a zajcsökkentés szempontjából. Mivel általában 1 bites AD-t és DA-t alkalmaznak, jobb linearitás érhető el, mint a hasonló árkategóriájú más architektúráknál.

A Δ-Σ átalakító funkcionális felépítése

A Δ-Σ átalakítók három fő funkciót egyesítenek magukban:
1. Δ-Σ modulátor:Ez a fokozat tartalmazza az analóg-digitális átalakítást, általában egybites, de mindenképpen kis felbontású átalakítóval. A fokozat feladata a zajformálás is, ebben a blokkban olyan átvitel kialakítására törekszenek a tervezők, amely kisfrekvencián a hasznos jelet kis torzítással átviszi, míg a kvantálási zaj szempontjából nagy a csillapítása.
2. Digitális aluláteresztő szűrő, amely kettős szerepet tölt be. Egyrészt kiszűri a magas frekvenciás jeleket, ahol hasznos jel nem, csak a kvantálási zaj található, másrészt átlapolásgátló szűrőként működik a decimáló fokozat előtt.
3. Decimáló fokozat, amely a nagy mintavételi frekvenciájú digitális jelet újramintavételezi alacsonyabb frekvenciával. Ez azzal jár, hogy a spektrumkomponensek egymásra lapolódhatnak, ha nem sávkorlátos a beérkező jel.

Az utóbbi két fokozat egy blokkba is összevonható, FIR szűrők, például kaszkád fésűszűrők (Cascaded Integrator Comb Filter) felhasználásával. Ez utóbbiak több (~3) mozgóablak átlagolást végző szűrő sorba kapcsolását jelentik, és okos megvalósítással kis számítási igényűek. További előnyük, hogy sinc jellegű frekvenciamenetük miatt a zárótartomány határán pontosan 0 az átvitelük. Hátrányuk, hogy a sinc mellékhullámaiban viszonylag kicsi az elnyomás, és, főleg több fokozat kaszkádosításánál, kis frekvencián sem elhanyagolható az átvitel frekvenciafüggése.
Tipikusan hangfrekvenciás alkalmazásoknál alkalmazzák őket, ahol a sokszoros túlmintavételezés még mindig kezelhető mintavételi frekvenciát jelent. Maximális mintavételi sebességük ált. 0,5 MSPS alatt marad.
Digitális jelfeldolgozó processzoroknál (ha egyáltalán van,) legtöbbször ilyen ADC-re számíthatunk.

## Analóg-digitális átalakítás alkalmazásai

### Audiojel digitalizálása
A digitális telefonhálózaton átvitt beszédanyag sávhatárolt, csak a 300 Hz és 3400 Hz közötti  frekvenciatartalmat viszik át, mivel a beszéd a vételi oldalon még így is jól érthető. Emiatt alkalmaznak 8000 Hz-es mintavételi frekvenciát (8000 Hz > 2×3400 Hz, lásd Shannon-tétel). A legegyszerűbb esetben minden mintát egy logaritmikus kvantálóval nyolc biten kódolnak (vagyis összesen 256 lehetséges szintet különböztetnek meg).
A zenei kompaktlemezeknél a 22 KHz-nél alacsonyabb hangokra korlátozzák a feldolgozást, mivel a fül a 20 kHz-nél magasabb frekvenciákat nem hallja. A kvantumlépcsőt pedig a legerősebb hang 65 536-od részére választják (16 bites jelfelbontás, azaz 16 helyiértékű 2-es számrendszerbeli számokkal fejezik ki a kvantált amplitúdókat).